# Dorcadion cephalotes
Dorcadion cephalotes är en skalbaggsart som först beskrevs av Jakovlev 1890.  Dorcadion cephalotes ingår i släktet Dorcadion och familjen långhorningar.
Artens utbredningsområde är Kazakstan. Inga underarter finns listade i Catalogue of Life.